# Lijst van straten en pleinen in Hasselt (België)
Dit is een lijst van straten en pleinen in de Belgische stad Hasselt met hun betekenis.

## Historisch centrum
- Aldestraat, zoals de naam aangeeft een van de oudere straten van de binnenstad
- Badderijstraat, vernoemd naar het badhuis met stoof die er lag
- Bonnefantenstraat, vernoemd naar de Kanunnikessen van het Heilig Graf, ook Bonnefanten genoemd (verbastering van 'Les Soeurs des Bons Enfants' zoals ze in Luik genoemd werden) die er hun klooster hadden.
- Botermarkt, de plaats waar vroeger boter werd verhandeld
- Capucienenplein, recent plein in de buurt van de Capucienenstraat
- Capucienenstraat, voormalige Grote Capucienenstraat, vernoemd naar de capucijnen die er hun klooster hadden
- Cellebroederstraat, vernoemd naar de alexianen of cellebroeders die er in de buurt hun klooster hadden
- Demerstraat, de straat die vanaf de Markt richting Demer loopt
- Diesterstraat, de straat richting Diest
- Dokter Willemsstraat, vernoemd naar Louis Willems
- Dorpsstraat, zou de oudste kern van de stad zijn
- Fruitmarkt, de plaats waar vroeger het fruit werd verhandeld
- Gasthuisstraat, vernoemd naar het gasthuis van de grauwzusters dat er lag
- Groenplein, het vroegere Stadhuisplein
- Grote Markt, het centrale marktplein
- Guido Gezellestraat, vernoemd naar Guido Gezelle
- Havermarkt, de plaats waar vroeger de dieren werden verhandeld
- Hemelrijk, vernoemd naar huis en brouwerij Het Hemelrijk
- Hoogstraat, was het hoogste gedeelte van de Demerstraat
- Isabellastraat, vernoemd naar aartshertogin Isabella die in 1627 in de stad verbleef
- Jeneverplein, recent plein in de buurt van het Nationaal Jenevermuseum Hasselt
- Kapelstraat, vernoemd naar de kapel, later de Virga Jessebasiliek, die er gelegen is
- Kattegatstraat, ter plaatse was er een klein gat in de omwalling, het zogenaamde kattegat
- Kolfstraat, vernoemd naar Huis De Kolve
- Koning Albertstraat, vroegere Nieuwstraat, vernoemd naar de pas verongelukte koning Albert I
- Kortstraat, kort straatje vanaf de Grote Markt naar het kerkhof, later Fruitmarkt
- Lombaardstraat, vernoemd naar een pandjeshuis dat er zou gelegen zijn
- Maagdendries, vernoemd naar de weide van de zusters van het Gasthuys van Sinte-Maria-Magdalena
- Maastrichterstraat, de straat richting Maastricht
- Meldertstraat, vernoemd naar de familie Meldaerts
- Minderbroedersstraat
- Molenpoort, vernoemd naar de watermolen die er in de middeleeuwen aan de Helbeek gelegen was
- Onze-Lieve-Vrouwstraat, straat die leidt naar de Onze-Lieve-Vrouwkerk, later Virga Jessebasiliek
- Paardsdemerstraat, vernoemd naar het pertshuis aan de Demer
- Persoonstraat, verwijst naar de persoon, waarschijnlijk de pastoor
- Raamstraat, vernoemd naar de ramen waar de lakenvolders hun producten te drogen hingen
- Ridderstraat, vernoemd naar ridder Cox de Hommelen die er woonde
- Ridder Portmansstraat, vernoemd naar Ferdinand Portmans
- Sacristiesteeg, liep langs de sacristie van de Onze-Lieve-Vrouwkerk, later Virga Jessebasiliek
- Schrijnwerkersstraat, vernoemd naar het ambt van de schrijnwerkers
- Sint-Jozefstraat, vernoemd naar het Sint-Jozefcollege dat in de buurt lag
- Vismarkt, de plaats waar vroeger vis werd verhandeld
- Walputstraat, vernoemd naar de familie Walpots
- Witte Nonnenstraat, vernoemd naar de zusters franciscanessen-penitenten die er hun klooster hadden
- Zuivelmarkt, de plaats waar vroeger zuivel werd verhandeld
- Zwanestraat, vernoemd naar Huis De Swane

## Vroegere omwalling
- De Schiervellaan, vernoemd naar Pierre de Schiervel
- Guffenslaan, vernoemd naar Godfried Guffens
- Guldensporenplein, vernoemd naar de Guldensporenslag
- Kempische Poort, vroegere stadspoort richting Kempen
- Kolonel Dusartplein
- Kuringerpoort, vroegere stadspoort richting Diest
- Leopoldplein, vernoemd naar koning Leopold I
- Luikerpoort, vroegere stadspoort richting Luik
- Maastrichterpoort, vroegere stadspoort richting Maastricht
- Martelarenlaan, vernoemd naar de herdenkt de 20 slachtoffers die tijdens WOI in de gevangenis gefusilleerd werden
- Thonissenlaan, vernoemd naar Joseph Thonissen

## Gebied gelegen tussen de Boulevard en de Grote Ring
- Vrijwilligersplein
- Sint-Jansplein